# Кавказский бульвар (станция метро)
«Кавка́зский бульва́р» — строящаяся станция Бирюлёвской линии Московского метрополитена. Будет расположена в ЮАО, вдоль Кавказского бульвара вблизи пересечения с Ереванской улицей. Станция расположена между будущими станциями Каспийская и Москворечье.

## Участок линии на станции Кавказский бульвар
На схеме изображена трассировка участка метро в районе станции Кавказский бульвар.

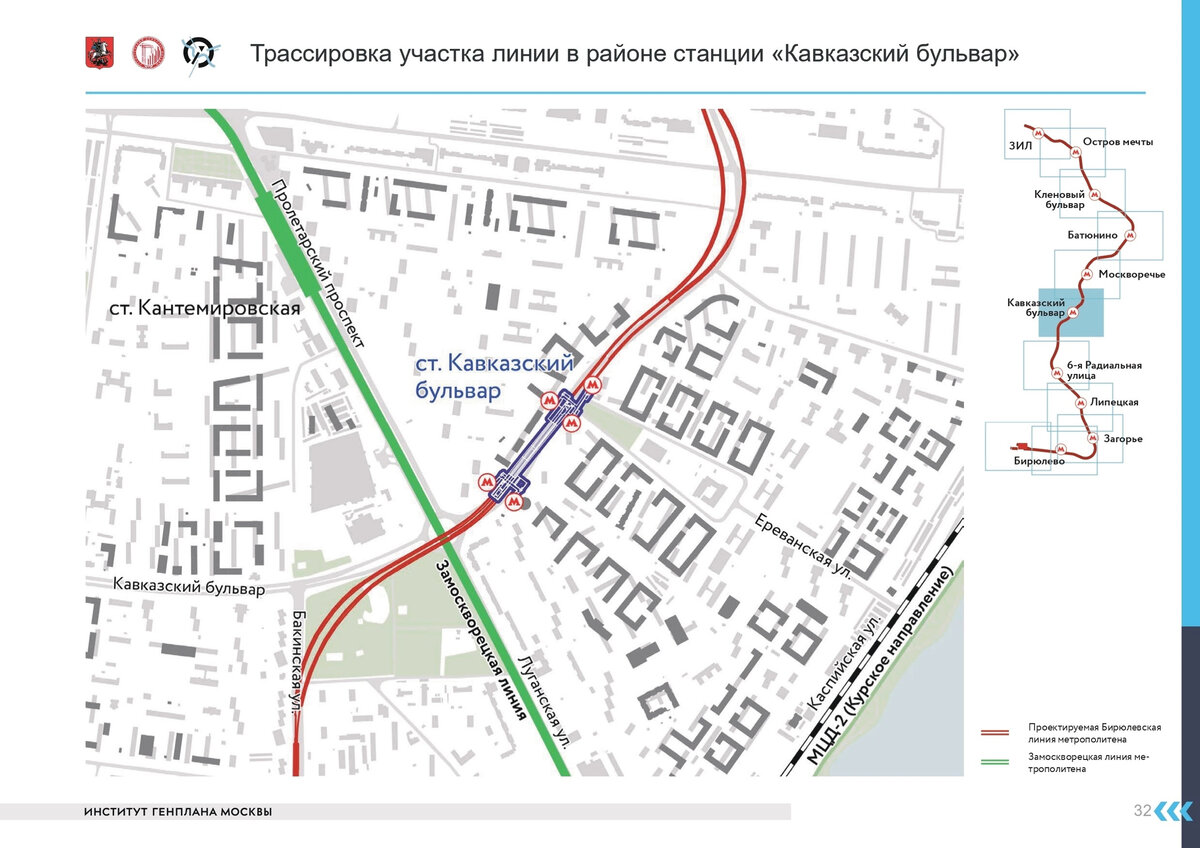
Трассировка участка линии в районе станции Кавказский бульвар